# تفجيرات حلب (فبراير 2012)
في 10 شباط/فبراير 2012؛ حصلت مجموعة من التفجيرات قُرب مبنى الأمن القومي في حلب. وفقا لوسائل الإعلام التابعة للحكومة فإنّ الانفجارات سببها عملية انتحارية من خِلال سيارتين مُفخختين. حسب ذات المصادر؛ فقد تسبب الهجوم في مقتل 28 شخصًا على الأقل (24 من أفراد قوات الأمن وأربع مدنيين) مُقابل جرحِ 235 آخرين. حصلت التفجيرات خلال الحرب الأهلية السورية وقد ألقت الحكومة باللوم على جماعات المعارضة المسلّحة. بعد 19 يومًا؛ ففي 29 شباط/فبراير 2012؛ أعلنت جبهة النصرة مسؤوليتها عن هذا الهجوم الانتحاري في حلب.

## الخلفية
في 23 كانون الأول/ديسمبر 2011؛ انفجرت قُنبلتين قربَ مبنى المخابرات العسكرية السورية في العاصمة دمشق. وفقا لوسائلِ الإعلام الحكوميّة فإنّ الانفجارات ناجمة عن سيارات مفخخة انتحارية تسببت في مصرعِ 44 شخصا معظمهم من المدنيين. تعدُ هذه التفجيرات هي الأولى من نوعها منذ اندلاع الانتفاضة في أوائل عام 2011. ألقت الحكومة باللوم على الإسلاميين المتشددين في حين اتهمت المعارضة الحكومة بتعمّد تنفيذ هذه الهجمات لتبرير قمع الانتفاضة.
في 6 كانون الثاني/يناير 2012 انفجرت قنبلة أخرى في الميدان بالعاصمة دمشق. ادّعت الحكومة السورية أن انتحاريًا هاجم حافلات تقل قوات مكافحة الشغب قبيل لحظات من بداية مظاهرة مناهضة للحكومة. تسبّبَ الهجوم في مصرع 26 شخصًا معظمهم من المدنيين. وكما هو الحال مع تفجيرات كانون الأول/ديسمبر فقد ألقت الحكومة باللوم على الإسلاميين في حين اتهمت المعارضة الحكومة بتعمّد تنفيذ الهجوم من قِبل أجهزة مخابراتها لتبرير قمع الشعب السوري. بعد أيام قليلة فقط من تاريخ الهجوم؛ بثّ التلفزيون الرسمي السوري «فيديو عن طريق الخطأ» يُبين إعداد جنود النظام الأسدي وهم في صدد نشر أكياس من الخضار في الشارع لإعطاء انطباع أن بعض الضحايا كانوا من المدنيين الذين يتسوقون في سوق قريب من منطقة الهجوم. في نفسِ اليوم؛ ذكر زعيم المعارضة السورية أن الحكومة كانت تخطط لتفجير آخر في حلب لإرهاب الناس ثم أكّد على أن ما تقوم به أجهزة الحكم مجرد مؤامرة لكبح الثورة ضدّ النظام الفاسد والمجرم.
بعيدًا عن التفجيرات الانتحاريّة؛ فمدينة حلب هي مدينة غنيّة نوعًا ما حيث تُعد موطن الأثرياء ورِجال الأعمال وكذا موطن طبقة التجار الذين كانوا يتلقونَ في الغالب دعمًا من الحكومة لمواجهة الانتفاضة. فعليًا؛ لم تشترك حلب في الثورة السورية إلا في وقتٍ متأخر كما لم تشهد سوى القليل من أعمال العُنف والاحتجاجات ضدّ النظام الحاكم. فشلت المعارضة في حشدِ الدعم هناك ولم تكن مقبولة على نطاق واسع وذلك بسبب الامتيازات التي وفرها النظام السوري للطبقة الغنيّة التي تحكمت في تلك المتوسطة والفقيرة.

## التفجيرات
ذكرت وزارة الداخلية السورية أنه وفي تمام الساعة التاسعة صباحًا؛ اخترقت حافلة صغيرة بيضاء الحاجز الأمني، ذلك الحاجز الذي وصفتهُ وكالة أسوشيتد برس «ثكنة الأمن والحفاظ على القوات». حسبَ وزارة الداخلية أيضًا فإنّ السائق قد فجّر نفسه داخلَ الحافلة الصغيرة مما تسبب في مقتل 11 شخصًا وإصابة 130 آخرين من موظفي الحُكومة والمدنيين. بعدَ بضع دقائق؛ فجّر انتحاري آخر نفسه حينَما كان يحاول دخول مبنى الأمن العسكري في حي حلب مما تسبّب في مقتل 17 شخصا وجرح 105 آخرين بما في ذلك العسكريين والمدنيين. أفادَ التلفزيون الرسمي السوري أن القنبلة انفجرت بالقرب من حديقة حيث كان تجمّع الناس للفطور.
ذكرَ المسؤولون أن من بين القتلى 11 من أفراد الأمن قتلوا و13 من العسكريين في الاستخبارات العسكرية وأربعة مدنيين. تسبّبا الانفجارات كذلك في تلفِ المباني المحيطة وترك حفر كبيرة في الطريق. مزقت واحدة من القنابل سورًا من الخرسانة. حسب التحقيقات الحكومية؛ فإنّ كمية المتفجرات اللازمة لإحداثِ مثل هذا الانفجار تتراوحُ ما بين 230 حتّى 450 كجم. على النقيض من ذلك؛ أكّدت لجان التنسيق المحلية أن قوات الأمن والشبيحة قد قتلوا 12 شخصا في مظاهرة مناهضة للحكومة في حي المرجة بحلب بعد فترة ليست طويلة من الانفجارات كرد انتقامي أو شيء من هذا القبيل.

## المسؤولية
في شريط فيديو اطلعت عليها وكالة فرانس برس في 29 شباط/فبراير 2012؛ أعلنت جبهة النصرة مسؤوليتها عن الهجوم وذلك بعدَ مرور 19 يومًا من تاريخ وقوعه. في الوقت ذاته؛ نشرَ الجيش السوري الحر المناهض للحكومة إنهُ كان يعمل في المنطقة في ذلك الوقت لكنه نفى مسؤوليته عن التفجيرات وهذا ما أكدهُ النقيب عمار الواوي من الجيش الحر الذي قالَ إن مقاتلي جماعته قد دخلوا في اشتباكات قصيرة مع القوات الحكومية على بُعدِ عدة مئات من الأمتار من مقر الاستخبارات العسكرية وذلك قبل حوالي ساعة منَ الانفجار. تواصلت تأكيدات الحيش الحر وهذه المرّة على لِسان العقيد مالك الكردي والذي وقال إنه تم رصد نشاط قوات الأمن والشبيحة في صباح يوم الجمعة في مدينة حلب ثمّ واصل: «اجتمعَ الشعب في مسيرة كبيرة متوجهًا صوب المسجد لصلاة الجمعة ثم تنظيم مظاهرات مناهضة للحكومة بعدَ ذلك لكنّ قوات هذه الأخيرة قمعت الأصوات الشعبية ... تدخلَ الجيش السوري الحر واستهدف مبنيين حكوميين بقذيفتي آر بي جي ... بعد اشتباكات عنيفة؛ حصل انفجار داخل مبنى الاستخبارات العسكرية! في البداية لم نكن نعرف ما حصل؛ ولكننا نعتقدُ أنّ النظام تعمّد القيام بهذا التفجير في محاولة منه لوقف عملية الجيش السوري الحر.» وقد أكّد قائد الجيش السوري الحر عارف الحمود التقارير التي تُفيد بأن الجيش الحر قد هاجم مبنيين حكوميين بقاذفتي آر بي جي وبعض الأسلحة الخفيفة. ذكر المتحدث باسم الجيش السوري الحر العقيد ماهر النعيمي: «هذا النظام الإجرامي هو من قتل أطفالنا في حمص ووهو من نفذ الهجمات بالقنابل في حلب لتوجيه الانتباه بعيدا عن ما يفعلهُ في حمص.» اتهمَ ناشطون مدنيون وآخرون في المعارضة الحكومة بتعمّد القيام بمثلِ هذه الهجمات من أجل تشويه سمعة المعارضة وتجنب الاحتجاجات الشعبية الأسبوعية كلّ يوم جمعة في المدينة. حسبَ تقريرٍ لصحيفة واشنطن بوست فإنّ «النظام السوري هوَ الوحيد المستفيد مما حصل؛ حيث سيؤكد الآن أنهُ بات يواجهُ حملة من قبل الإرهابيين وليس انتفاضة شعبية.»
ذكر عز الدين الحلبي الناشط الحقوقي المعارض للحكومة في حلب التالي: «كان هناك نشاط مشبوه من قبل أفراد الأمن صباح ذلك اليوم وقُبيل وقت قصير من وقوع الهجمات ... نحن نحمل النظام السوري المسؤولية الكاملة عن هذا الانفجار.» أمّا عبد الرحمن أبو حذيفة المتحدث باسم المعارضة السورية في المدينة فقال: «النظام هوَ من نفذ الهجوم ... تخضعُ المباني الحكومية لحراسة مشددة ومنَ المستحيل على المعارضة شن مثل هذه الهجمات.» في المُقابل نشرت شركة ستراتفور –وكالة مخابرات أمريكية خاصّة– تقريرها الذي أوضحت فيه أن المعارضة السورية من المحتمل أن تكون وراء التفجيرات وقد نفت المسؤولية لتجنب الاتهامات بالإرهاب. حسبَ ستراتفور كذلك فإنّ الحكومة لا تكسب من الراية الكاذبة سوَى اتهام المعارضة بالإرهاب ثم أضافت إن أي هجوم على المرافق الأمنية يضر الحكومة من خلال إثارة التساؤلات مُجددًا حول قوة الأمن الداخلي الذي هو مفتاح قدرة الحكومة على الاستمرار في السلطة.

## ردود الفعل
أدانّ الأمين العام للأمم المتحدة بان كي مون التفجيرات الإرهابية التي ضربت مدينة حلب.